# AAA FAN MEETING ARENA TOUR 2019 〜FAN FUN FAN〜
『AAA FAN MEETING ARENA TOUR 2019 〜FAN FUN FAN〜』（トリプルエー・ファンミーティングアリーナツアー・2019 ファンファンファン）は、日本の音楽グループ・AAAが2019年11月20日にリリースした映像作品
。

## 概要
- 2019年8月7日に大阪城ホールで行われた、「AAA FAN MEETING ARENA TOUR 2019 〜FAN FUN FAN〜」の映像である。
- 浦田直也が無期限謹慎のため、5人体制での開催になった。

## 収録内容

### Disc1
1. LIFE
2. No Way Back
3. Lil’ Infinity
4. 笑顔のループ
5. メドレー（SUNSHINE～Getチュー！～MUSIC!!!）
6. DEJAVU
ゲーム対決
7. PARTY IT UP
8. GAME OVER?
9. ハリケーン・リリ、ボストン・マリ

### Disc2
- 特典映像①
ゲーム対決（2019.8.7 in 大阪城ホール　昼の部）
- 特典映像②
AAA FAN MEETING ARENA TOUR 2019 Documentary